# Сенюк Олексій Олександрович
Олексі́й Олекса́ндрович Сеню́к (24 грудня 1974, с. Теліжинці, Київська область — 27 лютого 2022, м. Чернігів) — український військовослужбовець, головний сержант Збройних Сил України, учасник російсько-української війни, який відзначився під час відбиття російського вторгнення в Україну. Герой України (2022, посмертно).

## Життєпис
Народився 24 грудня 1974 року в с. Теліжинці Київської області. Після закінчення школи працював будівельником.
Захищав Україну від початку російської агресії в 2014 році. Брав участь у бойових діях у складі 3-ї роти 1-ї окремої танкової бригади. У боях на Чернігівщині наприкінці лютого 2022 року знищив дві ворожі бойові машини піхоти та захопив танк Т-72.
27 лютого 2022 року загинув внаслідок авіаудару. Загинув у день народження 10-річної донечки, яка народилася 27 лютого у 2012 році. 
Похований 12 квітня 2022 року в місті Носівка на цвинтарі по вулиці Центральній. У Носівці тимчасово проживає його дружина Ірина та дві доньки — десятирічна Ангеліна та 6-річна Даніела. 28 червня 2023 року в День Конституції України, президент України Володимир Зеленський передав орден «Золота Зірка» членам родини загиблого Героя України.
19 січня 2024 року під час церемонії у Маріїнському палаці Президент України Володимир Зеленський вручив 30 сертифікатів на отримання квартир військовослужбовцям Сил оборони, яким присвоєно звання Героя України, та родинам полеглих Героїв; один із сертифікатів було вручено рідним головного сержанта Олексія Сенюка.

## Нагороди
- звання Герой України з удостоєнням ордена «Золота Зірка» (2 березня 2022, посмертно) — за особисту мужність і героїзм, виявлені у захисті державного суверенітету та територіальної цілісності України, вірність військовій присязі[7].
- орден «За мужність» III ступеня (2 грудня 2016) — за особистий внесок у зміцнення обороноздатності Української держави, мужність, самовідданість і високий професіоналізм, виявлені під час виконання військового обов'язку, та з нагоди Дня Збройних Сил України[8].

## Вшанування
- Рішенням Чернігівської міської ради від 21 лютого 2023 р. вул. Грибоєдова в м. Чернігів перейменовано на вулицю Олексія Сенюка.